# Betty Veizaga Siles
Natividad Betty Veizaga Siles (1957, Vacas,  Cochabamba, Bolívia) és una música folclòrica boliviana del charango i el ronroco, i cantant principalment en quítxua.
Forma part del Grupo Pukaj Wayra amb els seus germans, del Dúo Takiytinku, amb el seu marit Rufo Zurita i de Quilla Zurita amb la seva filla.

## Discografia

### Betty Veizaga + Grupo Pukaj Wayra
- Ama Sua, Ama Qhella, Ama Llulla, Lyrichord disc - USA, 1981.
- Vi bygger en skola, 1987.
- Vaqueñita, Lauro - Bolívia, 1993.
- Tinkuy, Lauro - Bolívia, 1994
- Así es mi tierra, Lauro - Bolívia, 1997; Sol de los Andes - Ecuador, 1998.
- Con sentimiento a mi tierra, Lauro - Bolívia, 1999.
- Canta conmigo ..., Lauro - Bolívia, 2000.
- El valluno cholero, Bolívia.

### Betty - Quilla + Grupo Pukaj Wayra
- Nuestra ilusión, Lauro - Bolívia, 2003.
- A mi Bolivia, Bolívia, 2009.

### Betty - Quilla
- Con lo mejor y algo más, Bolívia.

### Dúo Takiytinku (Rufo Zurita - Betty Veizaga)
- Un encuentro de canto tradicional, Bolívia.
- El valluno cholero, Bolívia.
- Lo Nuevo, lo Mejor de Pukay Wayra, Bolivia.
- Soledad, Bolívia, 2010.

### Betty Veizaga e Rolando Quinteros
- Carnavaleando con..., Bolívia.
- Carnavaleando con..., Bolivia.